# Thomas Brunner
Thomas Brunner (Blaibach, 10 agosto 1962) è un allenatore di calcio ed ex calciatore tedesco, di ruolo difensore.

## Carriera
Ha il record di presenze nella Bundesliga per il Norimberga con 328.

## Statistiche

### Presenze e reti nei club
| Stagione        | Squadra         | Campionato      | Campionato | Campionato | Coppe nazionali | Coppe nazionali | Coppe nazionali | Coppe continentali | Coppe continentali | Coppe continentali | Altre coppe | Altre coppe | Altre coppe | Totale | Totale |
| Stagione        | Squadra         | Comp            | Pres       | Reti       | Comp            | Pres            | Reti            | Comp               | Pres               | Reti               | Comp        | Pres        | Reti        | Pres   | Reti   |
| --------------- | --------------- | --------------- | ---------- | ---------- | --------------- | --------------- | --------------- | ------------------ | ------------------ | ------------------ | ----------- | ----------- | ----------- | ------ | ------ |
| 1980-1981       | Norimberga      | BL              | 20         | 4          | CG              | 2               | 1               | -                  | -                  | -                  | -           | -           | -           | 22     | 5      |
| 1981-1982       | Norimberga      | BL              | 17         | 0          | CG              | 2               | 1               | -                  | -                  | -                  | -           | -           | -           | 19     | 1      |
| 1982-1983       | Norimberga      | BL              | 14         | 0          | CG              | 0               | 0               | -                  | -                  | -                  | -           | -           | -           | 14     | 0      |
| 1983-1984       | Norimberga      | BL              | 28         | 3          | CG              | 1               | 0               | -                  | -                  | -                  | -           | -           | -           | 29     | 3      |
| 1984-1985       | Norimberga      | 2.BL            | 30         | 8          | CG              | 1               | 1               | -                  | -                  | -                  | -           | -           | -           | 31     | 9      |
| 1985-1986       | Norimberga      | BL              | 32         | 1          | CG              | 2               | 0               | -                  | -                  | -                  | -           | -           | -           | 34     | 1      |
| 1986-1987       | Norimberga      | BL              | 30         | 0          | CG              | 2               | 0               | -                  | -                  | -                  | -           | -           | -           | 32     | 0      |
| 1987-1988       | Norimberga      | BL              | 32         | 1          | CG              | 3               | 0               | -                  | -                  | -                  | -           | -           | -           | 35     | 1      |
| 1988-1989       | Norimberga      | BL              | 23         | 0          | CG              | 2               | 0               | CU                 | 2                  | 0                  | -           | -           | -           | 27     | 0      |
| 1989-1990       | Norimberga      | BL              | 29         | 3          | CG              | 1               | 0               | -                  | -                  | -                  | -           | -           | -           | 30     | 3      |
| 1990-1991       | Norimberga      | BL              | 31         | 1          | CG              | 3               | 0               | -                  | -                  | -                  | -           | -           | -           | 34     | 1      |
| 1991-1992       | Norimberga      | BL              | 26         | 2          | CG              | 1               | 0               | -                  | -                  | -                  | -           | -           | -           | 27     | 2      |
| 1992-1993       | Norimberga      | BL              | 25         | 3          | CG              | 3               | 0               | -                  | -                  | -                  | -           | -           | -           | 28     | 3      |
| 1993-1994       | Norimberga      | BL              | 21         | 0          | CG              | 1               | 0               | -                  | -                  | -                  | -           | -           | -           | 22     | 0      |
| 1994-1995       | Norimberga      | 2.BL            | 26         | 0          | CG              | 0               | 0               | -                  | -                  | -                  | -           | -           | -           | 26     | 0      |
| 1995-1996       | Norimberga      | 2.BL            | 22         | 0          | CG              | 2               | 0               | -                  | -                  | -                  | -           | -           | -           | 24     | 0      |
| Totale carriera | Totale carriera | Totale carriera | 406        | 26         |                 | 26              | 3               |                    | 2                  | 0                  |             | -           | -           | 434    | 29     |

## Palmarès

### Giocatore

#### Competizioni nazionali
- Campionato tedesco di seconda divisione: 1

Norimberga: 1984-1985